# Retiniphyllum schomburgkii
Retiniphyllum schomburgkii är en måreväxtart som först beskrevs av George Bentham, och fick sitt nu gällande namn av Johannes Müller Argoviensis. Retiniphyllum schomburgkii ingår i släktet Retiniphyllum och familjen måreväxter. Inga underarter finns listade i Catalogue of Life.